# Trematocephalus obscurus
Trematocephalus obscurus Denis, 1950 è un ragno appartenente alla famiglia Linyphiidae.

## Distribuzione
La specie è stata rinvenuta in Francia

## Tassonomia
Al 2013 non sono note sottospecie e dal 1950 non sono stati esaminati nuovi esemplari.